# Celia Jiménez
Celia Jiménez Delgado (* 20. Juni 1995 in Alcaudete, Provinz Jaén) ist eine ehemalige spanische Fußballspielerin.

## Karriere

### Vereine
Jiménez begann für den in ihrem Geburtsort ansässigen Asociatión Deportiva Veteranos Alcaudete mit dem Fußballspielen.
Über CD Las Infantas de Jaén gelangte sie zur Saison 2009/10 zur neugegründeten Frauenmannschaft von Real Jaén und debütierte im Alter von 14 Jahren mit diesen in der Superliga. Im Sommer 2010 wechselte sie zum FC Sevilla, mit dem sie in ihrer ersten Spielzeit in der Superliga nur den 18. Platz erreichte und in die Segunda División abstieg. Nach dem sofortigen Wiederaufstieg spielte sie 2012/13 erneut in der Primera División. Mit ihrem Abschluss an der IES Galileo Galilei High School in Alcaudete begab sie sich in die Vereinigten Staaten für ein Studium im Hauptfach Luft- und Raumfahrttechnik.
Zunächst am Iowa Western Community College in Council Bluffs eingeschrieben, kam sie in den Spielzeiten 2013 und 2014 für das Sport-Team der Bildungseinrichtung, den Reivers, in 33 Meisterschaftsspielen zum Einsatz, in denen sie 29 Tore erzielte. Am Ende ihrer Premierenspielzeit gewann sie mit der Mannschaft die National Junior College Athletic Association-Meisterschaft. Ihr Studium setzte sie anschließend an der University of Alabama in Tuscaloosa fort. Für das Sport-Team Crimson Tide bestritt sie in einem Zeitraum von 2015 (19/4) bis 2017 (20/3) 39 Meisterschaftsspiele in der Southeastern Conference in der NCAA Division I, in denen sie sieben Tore erzielte. In der Spielzeit 2016 war sie ein Redshirt, so genannt, da sie aufgrund einer Verletzung ein Jahr lang nicht am aktiven Spielbetrieb teilnehmen konnte.
Nach Abschluss ihres Studiums blieb sie in den Vereinigten Staaten und spielte für den Seattle Sounders FC – allerdings nur vom 1. Juni bis zum 12. August 2018. Mit ihrer Mannschaft konnte sie in diesem Jahr die Women’s Premier Soccer League durch ein 3:1 im Endspiel gegen Pensacola FC gewinnen, sie selbst erzielte  in der 55. Minute das Tor zum zwischenzeitlichen 2:1. Die Möglichkeit im europäischen Ausland Fußball zu spielen nutzte sie und begab sich nach Schweden. In der laufenden Spielzeit (Beginn 14. April, Ende 27. Oktober) kam sie für den FC Rosengård in der Damallsvenskan, der höchsten Spielklasse im schwedischen Frauenfußball in neun Punktspielen zum Einsatz, in denen ihr ein Tor gelang. Danach kehrte sie nach Seattle zurück und gehörte von Januar bis Anfang November 2019 dem Seattle Reign FC in der National Women’s Soccer League an.
Ein erneuter Vereinswechsel – allerdings auf Leihbasis – führte sie nach Australien. In der W-League, der höchsten Spielklasse, erzielte sie für Perth Glory drei Tore in neun Punktspielen. Ein drittes Mal nach Seattle zurückgekehrt, war sie von Februar bis September 2020 dort aktiv, bevor sie über ein erneutes Leihgeschäft an den französischen Erstligisten Olympique Lyon abgegeben wurde. Für den Verein bestritt sie allerdings kein einziges Pflichtspiel. Von Februar bis Mitte Dezember erneut in Seattle, nunmehr für den umbenannten OL Reign tätig, erfolgte der Wechsel in den Bundesstaat Florida. Im Anschluss spielte sie für Orlando Pride in der National Women’s Soccer League und konnte im Jahr 2024 mit ihrer Mannschaft die Meisterschaft gewinnen. Nach diesem Erfolg erklärte Celia Jiménez ihrer Rücktritt vom aktiven Fußballsport.

### Nationalmannschaft
Jiménez debütierte als Nationalspielerin in der U17-Nationalmannschaft, mit der sie das erste Spiel der Gruppe 4 der ersten Qualifikationsrunde am 3. Oktober 2010 in der niederländischen Gemeinde Albrandswaard gegen die U17-Nationalmannschaft Georgiens mit 13:0 gewann. Nach zwei weiteren Spielen in der ersten Qualifikationsrunde bestritt sie auch zwei in der zweiten Qualifikationsrunde. Mit der U17-Nationalmannschaft nahm sie an der Europameisterschaft 2011 in der Schweiz teil und gewann zum Abschluss auch den Titel, nachdem das Finale mit 1:0 gegen die U17-Nationalmannschaft Frankreichs gewonnen wurde. 2012 bestritt sie jeweils drei Spiele in der ersten und zweiten Qualifikationsrunde.
Für die U19-Nationalmannschaft bestritt sie 13 Länderspiele, davon fünf in den Qualifikationsrunden (in den ersten beiden der ersten Runde erzielte sie jeweils zwei Tore) für die Europameisterschaft 2013 und drei in der Eliterunde der Qualifikation für die Europameisterschaft 2014. In diesem Turnier bestritt sie alle fünf Spiele einschließlich des am 27. Juli 2014 in Oslo mit 0:1 gegen die U19-Nationalmannschaft der Niederlande verlorenen Finales.
Noch im selben Spieljahr debütierte sie in der A-Nationalmannschaft Spaniens. Am 17. September 2014 wurde sie im letzten Spiel der WM-Qualifikationsgruppe 2 beim 1:0-Sieg über die Nationalmannschaft Tschechiens in Písek eingesetzt. Nach den zwei „WM-Vorbereitungsspielen“ am 3. und 5. März 2015 in Guadalajara und La Roda jeweils gegen die Nationalmannschaft Neuseelands (2:2 und 0:0), in denen sie mitwirkte, kam sie auch in allen drei Spielen der WM-Gruppe E zum Einsatz.
Vom 26. November 2015 bis zum 12. April 2016 bestritt sie das zweite und vierte bis sechste Spiel der EM-Qualifikationsgruppe 2, sowie im Jahr 2018 das vierte, fünfte, siebte und achte Spiel der WM-Qualifikationsgruppe 7. Sie kam zuvor im Turnier um den Zypern-Cup 2018 in den letzten beiden Spielen der Gruppe C sowie im Finale am 7. März in Larnaka zum Einsatz. Mit dem 2:0-Sieg über die Nationalmannschaft Italiens gewann sie mit ihrer Mannschaft auch das Turnier und auch den Pokal. Das Spieljahr 2018 beendete sie mit zwei Länderspielen gegen die Nationalmannschaften Polens (3:1; am 8. November in Leganés) und Deutschlands (0:0; am 13. November in Erfurt). Ihr Spieljahr 2019 war von ihrer zweiten Teilnahme an einer Weltmeisterschaft und dem einzigen Turnierspiel am 17. Juni 2019 im letzten Spiel der Gruppe B im torlosen Spiel gegen die Nationalmannschaft Chinas geprägt, wie auch von den fünf in Freundschaft ausgetragenen Länderspielen (2 S, 1 U, 2 N). Ihren letzten Einsatz für den RFEF hatte sie am 31. August 2019 in Clermont-Ferrand bei der 0:2-Niederlage im Freundschaftsspiel gegen die Nationalmannschaft Frankreichs.

## Erfolge
Nationalmannschaft
- Achtelfinalist Weltmeisterschaft 2019
- Zypern-Cup-Sieger 2018
- Finalist U19-Europameisterschaft 2014
- U17-Europameister 2011

Orlando Pride
- US-amerikanische Meisterschaft: 2024

Seattle Reign FC
- Halbfinalist US-amerikanische Meisterschaft 2019

Seattle Sounders
- Women’s Premier Soccer League 2018

IWCC Reivers
- NJCAA-Meister 2013